# 阿尔图罗·梅尔扎里奥
阿尔图罗·弗朗切斯科·“阿尔特”·梅尔扎里奥（義大利語：Arturo Francesco "Art" Merzario，1943年3月11日—），出生于意大利科莫省奇文纳，是一名赛车手。他参加过85场世界一级方程式锦标赛大奖赛，取得了11个锦标赛积分。
梅尔扎里奥在1972年第一次参加一级方程式赛车，在布兰兹哈奇赛道举办的1972年英国大奖赛中以第六名完赛，成为了首次参赛就取得积分的少数车手之一。
在梅尔扎里奥的一级方程式赛车生涯中，他经常戴着由万宝路赞助的牛仔帽拍照，这也成了他的标志性形象。